# Pseudophengodes ruficollis
Pseudophengodes ruficollis is een keversoort uit de familie Phengodidae. De wetenschappelijke naam van de soort is voor het eerst geldig gepubliceerd in 1854 door Motschulsky.